# Igreja Nova do Sobral
Igreja Nova do Sobral é uma povoação portuguesa sede da Freguesia de Igreja Nova do Sobral do município de Ferreira do Zêzere, freguesia com 14,52 km² de área e 583 habitantes (censo de 2021), tendo, por isso, uma densidade populacional de 40,2 hab./km².
Crê-se que a instituição da freguesia de Igreja Nova do Sobral remonte ao ano de 1608, data do mais antigo assento de casamento existente no cartório paroquial. 
A denominação então dada à freguesia advém do facto de -- no início do Século XVII e talvez por motivo de o templo do lugar do Sobral (da Senhora do Ó e do Espírito Santo) se mostrar diminuto e descentralizado, no contexto do crescimento da população e da própria área geográfica então habitada -- a respetiva sede ter sido fixada no local onde foi construída a nova igreja paroquial.   
Subindo no sentido de Poente para Nascente (ou, mais rigorosamente, de Oeste-Sudoeste para Este-Sudeste), que ali é o sentido de Tomar para Ferreira, o novo templo foi edificado no local onde terminava o antigo lugar denominado Fonte do Carvalho(*) e começava o lugar de Casas Altas(**). Mais tarde, já no decorrer do Século XIX, a povoação envolvente do novo templo, então já composta pelo conjunto destes dois referidos lugares, passou a denomina-se lugar de Igreja Nova.  
Até 24 de outubro de 1855 fez parte do concelho (atual município) de Tomar, e a partir dessa data, integrou o de Ferreira do Zêzere.
Na área da freguesia existem vários cursos de água -- v.g., correndo de Norte para Sul (da Serra de Santa Catarina -- antiga Serra de Nexebra) para a denominada ribeira da Lousã e esta para o rio Nabão -- tais como a ribeira do Sobral, o ribeiro Morto, o ribeiro da Boucha ou do Porto Moinho, o ribeiro de Penedinho/Tanoeiros/Mourolinho, o ribeiro da Azenha Nova, a ribeira da Barqueira e a ribeira da Pereira.
Toda esta água, associada à constituição geológica dos terrenos da freguesia, permitiram o desenvolvimento de uma agricultura que, muito embora desenvolvida em minifúndios, desde cedo passou a ser o seu principal sustentáculo económico.
Mas o bem-estar deste povo não é encontrado apenas no trabalho, materializando-se em momentos de recreio e cultura. Há aspetos culturais na dança, no teatro, no cinema, na música, nas tradições, nas festas e nos jornais.
Na freguesia há uma associação norteada pela concretização dos seus diversos objetivos culturais, possuindo mesmo um jornal quinzenal, o “ Despertar do Zêzere “, através do qual faz chegar a sua mensagem a toda a população.
Entre junho e setembro são sete as festas nas quais este povo pode dar expressão a toda a sua alegria e à confraternização. Na reta final encontra-se a festa da Senhora do Ó, uma das mais antigas devoções conhecidas entre o mundo cristão.

## Demografia
A população registada nos censos foi:
| Distribuição da População por Grupos Etários | Distribuição da População por Grupos Etários | Distribuição da População por Grupos Etários | Distribuição da População por Grupos Etários | Distribuição da População por Grupos Etários |
| -------------------------------------------- | -------------------------------------------- | -------------------------------------------- | -------------------------------------------- | -------------------------------------------- |
| Ano                                          | 0-14 Anos                                    | 15-24 Anos                                   | 25-64 Anos                                   | > 65 Anos                                    |
| 2001                                         | 91                                           | 75                                           | 305                                          | 233                                          |
| 2011                                         | 61                                           | 75                                           | 277                                          | 249                                          |
| 2021                                         | 45                                           | 43                                           | 258                                          | 237                                          |